# Abito cristallino
Il termine abito cristallino (o Habitus) è usato in cristallografia e mineralogia per indicare l'aspetto complessivo di un cristallo. Esso dipende sia dalle caratteristiche intrinseche del minerale come la simmetria del reticolo cristallino che dalle condizioni presenti durante il suo accrescimento. Le principali condizioni che possono influenzare la crescita sono:
1. temperatura
2. pressione
3. durata dell'accrescimento
4. composizione chimica
5. spazio a disposizione per la crescita

In base a queste condizioni, il cristallo può essere:
- euedrale o idiomorfo[2]: cristallo completamente formato e ben delimitato da facce, la cui crescita non è stata limitata o disturbata da cristalli o granuli;
- subedrale o ipidiomorfo[3]: una via di mezzo fra euedrale e anedrale, nel quale sono presenti solo alcune facce cristalline parzialmente riconoscibili;
- anedrale o allotriomorfo[4]: minerale privo di facce cristalline, il quale può mostrare superfici arrotondate o irregolari prodotte dal reciproco disturbo tra minerali adiacenti alla cristallizzazione; è il frutto di un accrescimento "disturbato", turbato da fattori esterni che influenzano la sua struttura cristallina.

L'estrema variabilità di condizioni possibili si riflette nella variabilità dell'abito cristallino sia tra specie diverse che nell'ambito della stessa specie. L'analisi dell'abito cristallino può essere indicativa sia per l'indicazione della specie mineralogica di appartenenza del campione che delle condizioni che si sono presentate durante la genesi che durante l'esistenza dello stesso.
I termini con cui si descrive l'abito sono quelli usati anche in cristallografia strutturale: cubico, ottaedrico, rombododecaedrico, tetraedrico, prismatico, colonnare, aciculare, tabulare, lamellare, mammellonare, fibroso, tozzo, eccetera.

## Elenco di abiti cristallini
| Abito cristallino               | Immagine | Descrizione | Esempi                                                                  |
| ------------------------------- | -------- | --- | ----------------------------------------------------------------------- |
| Aciculare                       |          | Aghiforme, sottile e/o affusolato | Natrolite, Rutilo                                                       |
| Amigdaloide                     |          | A forma di mandorla | Heulandite, Zircone subedrale                                           |
| Botrioidale o globulare         |          | A forma di grappolo d'uva, masse emisferiche | Ematite, Pirite, Malachite, Smithsonite, Emimorfite, Adamite, Variscite |
| Colonnare                       |          | Simile a fibroso: prismi sottili e lunghi spesso cresciuti parallelamente                                                                                          | Calcite, Gesso/Selenite                                                 |
| Cresta di gallo                 |          | Cristalli tabulari ravvicinati | Barite, Marcasite                                                       |
| Cubico                          |          | A forma di cubo | Pirite, Galena, Halite                                                  |
| Dendritico o arborescente       |          | A forma di albero, si ramifica in una o più direzioni a partire da un punto centrale                                                                               | Pirolusite, Magnesite, rame nativo                                      |
| Dodecaedrico                    |          | Dodecaedro, 12 facce | Granato                                                                 |
| Drusa o incrostazione           |          | Aggregato di piccoli cristalli che rivestono una superficie o una cavità                                                                                           | Uvarovite, Malachite, Azzurrite                                         |
| Emimorfico                      |          | Cristalli terminati con due forme diverse alle estremità | Emimorfite, Elbaite                                                     |
| Enantiomorfico                  |          | Aspetto simmetrico (per esempio geminato) | Quarzo, Plagioclasio, Staurolite                                        |
| Equidimensionale                |          | Lunghezza, altezza e larghezza sono pressoché uguali | Olivina, Granato                                                        |
| Esagonale                       |          | A forma di esagono, con sei lati | Quarzo, Hanksite                                                        |
| Fibroso                         |          | Prismi estremamente allungati | Serpentino, Tremolite                                                   |
| Filiforme o capillare           |          | A forma di capello o filo, estremamente sottile | Zeolite                                                                 |
| Foliato o micaceo               |          | Costituito da strati che si separano in foglietti | Mica (Muscovite, Biotite)                                               |
| Granulare                       |          | Aggregati di cristalli anedrali in matrice | Bornite, Scheelite                                                      |
| A tramoggia                     |          | Analogo al cubico ma la parte esterna dei cubi è cresciuta più velocemente che quella più interna creando una concavità                                            | Halite, Calcite,                                                        |
| Lamellare                       |          | A forma di lama, sottile e piatto | Actinolite, Cianite                                                     |
| Mammellonare                    |          | A forma di mammella: la superficie è formata dall'intersezione di forme parzialmente sferiche, più ampie che in quello botrioidale, anche in aggregati concentrici | Malachite, Ematite                                                      |
| Massivo o compatto              |          | Mancano del tutto facce cristalline | Limonite, Turchese, Cinabro, Realgar                                    |
| Nodulare o tuberoso             |          | Di forma grossolanamente sferica con protuberanze irregolari | Calcedonio, varie geodi                                                 |
| Ottaedrico                      |          | A forma di ottaedro, con otto facce (due piramidi unite alla base)                                                                                                 | Diamante, Magnetite                                                     |
| Piatto                          |          | Piatto e sottile, a forma di tavoletta, più largo che quello lamellare e più sottile che quello tabulare.                                                          | Wulfenite                                                               |
| Piumoso                         |          | A forma di piccole piume | Auricalcite, Boulangerite, Mottramite                                   |
| Prismatico                      |          | A forma di prisma allungato: le facce parallele all'asse c sono ben sviluppate                                                                                     | Tormalina, Berillo                                                      |
| Pseudoesagonale                 |          | Aspetto esagonale dovuto alla geminazione ciclica | Aragonite, Crisoberillo                                                 |
| Raggiato o radiale o divergente |          | I cristalli si irraggiano da un punto centrale senza formare forme stellari                                                                                        | Stibnite                                                                |
| Reniforme o colloforme          |          | Similare a botrioidale/mammellonare: intersezione di masse a forma di rene                                                                                         | Ematite, Pirolusite, Greenockite                                        |
| Reticolato                      |          | Cristalli concresciuti formando una rete | Cerussite                                                               |
| Rosetta o lenticolare           |          | Aggregato di lamelle a forma di rosa | Gesso, Barite (per esempio la rosa del deserto)                         |
| Sfenoidale                      |          | A forma di cuneo | Titanite                                                                |
| Stalattitico                    |          | Che forma stalattiti o stalagmiti: a forma cilindrica o di cono | Calcite, Goethite                                                       |
| Stellato                        |          | A forma di stella, aggregati di cristalli che si irradiano da un punto comune formando sfere o semisfere                                                           | Wavellite, Zeofillite                                                   |
| Striato                         |          | Non è un abito cristallino di per sé, ma un insieme di linee che possono crescere su determinate facce di certi minerali                                           | Tormalina, Pirite, Quarzo, Feldspato, Sfalerite                         |
| Tabulare                        |          | Di forma leggermente più lunga che larga, a forma di tavoletta piatta                                                                                              | Feldspato, Topazio                                                      |
| Tetraedrico                     |          | Cristalli a forma di tetraedro | Tetraedrite, Spinello, Magnetite                                        |
| Covone di grano                 |          | Aggregati somiglianti ai covoni di grano raccolti a mano | Stilbite                                                                |